# 1946 w Wojsku Polskim
Kalendarium Wojska Polskiego 1946 – wydarzenia w Wojsku Polskim w roku 1946.

## Styczeń
- wytyczne naczelnego dowódcy WP w sprawie rozwoju Wojska Polskiego w latach 1947/1949[1]
- dokonano reorganizacji dowództw okręgów wojskowych i podziału na kategorie A, B, C[1]
- rozformowano 13 i 17 DP, szkołę podoficerską łączności, 4 i 5 samodzielny batalion łączności oraz zreorganizowano 1 samodzielny pułk łączności[2]
- sformowano Wojskowy Sąd oraz Prokuraturę Marynarki Wojennej[2]
- powołano Oficerską Szkołę Marynarki Wojennej
- dowództwo Pomorskiego Okręgu Wojskowego przeniesiono z Koszalina do Bydgoszczy[3]
- w drugiej połowie roku Polskie Siły Powietrzne w Wielkiej Brytanii przemianowano na Polski Lotniczy Korpus Przysposobienia i Rozmieszczenia (Polish Air Force Resettlement Corps), a Dowództwo PSP na Inspektorat Generalny PLKPiR[4]
- rozwiązano w Wielkiej Brytanii następujące jednostki Polskich Sił Powietrznych:

300 Dywizjon Bombowy „Ziemi Mazowieckiej”,
301 Dywizjon Bombowy Ziemi Pomorskiej „Obrońców Warszawy”,
304 Dywizjon Bombowy „Ziemi Śląskiej”,
305 Dywizjon Bombowy „Ziemi Wielkopolskiej”,
315 Dywizjon Myśliwski „Dębliński”,
316 Dywizjon Myśliwski „Warszawski”,
318 Dywizjon Myśliwsko-Rozpoznawczy „Gdański”
1 stycznia
- stan Wojska Polskiego na 1 stycznia wynosił - 265/217 tysięcy[1]
- holownik „Lech”, motorówka „Wanda”, kuter motorowy „Oksywie”, szybkobieżna motorówka „Jurata”, dwutonowy dźwig pływający, krypa mps oraz 3 krypy ładunkowe weszły do służby w Oddziale Okrętów Pomocniczych i Przystani

3 stycznia
- na stanowisko dowódcy ORP „Bałtyk” wyznaczono kmdr. Tadeusza Podjazd-Morgensterna, jednocześnie został on wyznaczony do czasowego pełnienia obowiązków Komendanta Szkoły Podoficerów Marynarki Wojennej

5 stycznia
- do kraju przybył pierwszy transport żołnierzy polskich z Anglii[2]

18 stycznia
- rozkazem organizacyjnym nr 012 powołano do życia Oficerską Szkołę Marynarki Wojennej[2] i nadano jej imię Bohaterów Westerplatte
- zgodnie z rozkazem naczelnego dowódcy WP nr 016/org. rozformowano:

1 samodzielny dywizjon artylerii przeciwlotniczej,
1 dywizjon artylerii rakietowej (1 KPanc),
Oficerską Szkołę Artylerii nr 1
- przeformowano:

80 Pomorski Pułk Artylerii Ciężkiej na 26 Pomorski Samodzielny Dywizjon Artylerii Ciężkiej,
82 Warszawski Pułk Artylerii Ciężkiej na 27 Warszawski Samodzielny Dywizjon Artylerii Ciężkiej,
85 Warszawski Pułk Artylerii Ciężkiej na 28 Warszawski Samodzielny Dywizjon Artylerii Ciężkiej,
87 Pułk Artylerii Haubic na 29 samodzielny dywizjon artylerii haubic,
90 Pułk Artylerii Haubic na 30 samodzielny dywizjon artylerii haubic
Oficerską Szkołę Artylerii nr 2 na Oficerską Szkołę Artylerii
20 stycznia
- otwarto Muzeum Wojska Polskiego w Warszawie mającego ekspozycję lotniczą m.in. samoloty; Po-2, Ił-2, Jak-1, Ut-2, silniki lotnicze, uzbrojenie i wyposażenie maszyn bojowych, które brały udział w walkach na froncie[4]

21 stycznia
- Naczelny Dowódcy WP wydał rozkaz o reorganizacji Lotnictwa WP i powstaniu następujących jednostek lotniczych: 1 Dywizji Lotnictwa Myśliwskiego i 2 Dywizji Lotnictwa Szturmowego, ponadto w skład lotnictwa WP weszły: Wojskowa Szkota Pilotów w Dęblinie, Techniczna Szkoła Lotnicza na Boernerowie w Warszawie, 1 samodzielny pułk mieszany szkolno-treningowy, 2 samodzielny pułk lotnictwa transportowego oraz jednostki remontowe, obsługi i zabezpieczenia[4]

22 stycznia
- 2 Pułk Lotnictwa Szturmowego został przemianowany na 4 Szturmowy Pułk Lotniczy;  3 Pułk Lotnictwa Szturmowego na 5 Szturmowy Pułk Lotniczy; 10 Myśliwski Pułk Lotniczy na 2 Myśliwski Pułk Lotniczy; 11 Pułk Lotnictwa Myśliwskiego na 3 Myśliwski Pułk Lotniczy[5]

23 stycznia
- rozkazem naczelnego dowódcy WP nr 022/org. przeformowano brygady inżynieryjno-saperskie na pułki saperów[2]
- rozkazem nr 39 ministra obrony narodowej ustanowiono odznakę „Wzorowy Kierowca”[2]
- do Niemiec została wysłana 81-osobowa grupa oficerów i podoficerów pod dowództwem kmdr. ppor. Kazimierza Miładowskiego w celu przejęcia i sprowadzenia do kraju czterech polskich trałowców wcielonych w czasie wojny do Kriegsmarine[2]

25 stycznia
- w Travemünde ponownie podniesiono polską banderę na trałowcach ORP „Czajka”, „Rybitwa” i „Żuraw”
- rząd brytyjski ogłosił decyzję o rozwiązaniu PSZ z dniem 20 marca 1946 roku[6]

29 stycznia
- do Gdyni przybył z brytyjskiej strefy okupacyjnej pierwszy transport żołnierzy polskich z 1 Dywizji Pancernej i 1 Samodzielnej Brygady Spadochronowej[2]
- do Gdyni przybył z brytyjskiej strefy okupacyjnej Niemiec transport morski z grupą żołnierzy Polskiej Brygady Spadochronowej[4]

## Luty
- gen. dyw. Marian Spychalski został I wiceministrem obrony narodowej, gen. broni Karol Świerczewski II wiceministrem, a gen. bryg. Piotr Jaroszewicz III wiceministrem[2]
- gen. dyw. Wsiewołod Strażewski mianowany dowódcą Poznańskiego Okręgu Wojskowego[2]
- rozformowaniu uległy: dowództwo 1 dywizji lotnictwa bombowego, 4 i 5 pułk lotnictwa bombowego, dowództwo 2 dywizji lotnictwa szturmowego, 7 i 8 pułk lotnictwa szturmowego, 5 i 8 bataliony obsługi lotnisk oraz 2 samodzielny ćwiczebno-szkolny pułk lotniczy[2]

1 lutego
- szkolny pułk Marynarki Wojennej zreorganizowano i przekształcono w kadrę Marynarki Wojennej i Szkołę Specjalistów Morskich[2]

2 lutego
- w Wojskowej Szkole Lotniczej w Dęblinie odbyła się pierwsza po wojnie promocja grupy 54 nawigatorów, którzy otrzymali stopnie podporucznika i chorążego-nawigatora. Aktu mianowania dokonał gen. dyw. Wsiewołod Strażewski[4][7]
- do kraju przybył transport żołnierzy polskich z Wielkiej Brytanii, wśród nich lotników z Polskich Sił Powietrznych[4]

15–27 lutego
- 1 i 18 DP Warszawskiego Okręgu Wojskowego, 14 DP z Poznańskiego Okręgu Wojskowego oraz dziewięć batalionów operacyjnych i pułk zmotoryzowany Korpusu Bezpieczeństwa Wewnętrznego brały udział w operacji przeciwko zbrojnemu podziemiu na obszarach województw: warszawskiego, białostockiego i lubelskiego[2]

6 lutego
- rozkaz nr 033 o rozformowaniu 1 brygady zmotoryzowanej i 51 pułku artylerii pancernej (1 KPanc) oraz przeformowaniu 1 Warszawskiej BPanc na 1 pułk czołgów, 2 BPanc (1 KPanc) na 2 pułk czołgów, 3 BPanc (1 KPanc) na 6 pułk czołgów i 16 Dnowsko-Łużycką BPanc na 9 pułk czołgów, a Oficerską Szkołę Broni Pancernej, 3 szkolny pułk czołgów i 1 zmotoryzowany brozp przeniesiono na nowe etaty[2]

27 lutego
- na etaty pokojowe przeszły związki taktyczne wojsk lotniczych[1]
- rozkaz naczelnego dowódcy WP nr 046/org. o przejściu na nowe etaty 2, 4, 6, 7, 11, 14 i 15 DP o zmniejszonym stanie osobowym 3998 wojskowych i 35 pracowników cywilnych; 3, 5, 8, 9, 10, 12, 16 i 18 DP na etat o stanie 5197 wojskowych i 35 pracowników cywilnych; pozostawienie w nie zmienionym stanie 1 Warszawskiej Dywizji Piechoty[2]

## Marzec
- 14 Dywizja Piechoty została skierowana na teren województwa lubelskiego celem zwiększenia skuteczności walk z siłami zbrojnego podziemia[2]
- rząd polski powołał w końcu marca Państwowy Komitet Bezpieczeństwa, którego przewodniczącym został Marszałek Polski Michał Rola-Żymierski[2]
- na podstawie rozkazu naczelnego dowódcy WP nr 042 z 6 lutego przeprowadzono trzecią fazę demobilizacji stanu osobowego Wojska Polskiego[2]

10 marca
- podpisano polsko-radziecką umowę w dziedzinie rozwoju lotnictwa wojskowego i cywilnego[7]

12 marca
- z Lubeki do kraju przybyły cztery polskie trałowce „Czajka”, „Mewa”, „Rybitwa” i „Żuraw”[2]

13 marca
- rozwiązano 1 Dywizję Rolno-Gospodarczą

30 marca
- 7 pułk bombowców nurkujących otrzymał sztandar ufundowany przez społeczeństwo Łęczycy[4]

31 marca
- do Gdyni wpłynęły 23 okręty wojenne ze Związku Radzieckiego[1]

## Kwiecień
- ukazał się pierwszy numer pisma „Marynarz Polski”[2]

3 kwietnia
- celem zorganizowania drugiej bazy Marynarki Wojennej w Szczecinie z Gdańska wypłynęły 4 okręty pod dowództwem kmdr. Steyera[2]

4 kwietnia
- rozkazem naczelnego dowódcy WP nr 105, dzień 16 kwietnia został ustanowiony jako „Święto Wojsk Saperskich” oraz wymienionym rozkazem odznaczono 1 Warszawski Pułk Saperów orderem Krzyża Grunwaldu III klasy, 1 batalion saperów 1 DP, 3 batalion saperów 2 DP i 13 batalion saperów 6 DP orderem Virtuti Militari V klasy[2]

5 kwietnia
- w Gdyni Radziecka Marynarka Wojenna przekazała Polskiej Marynarce Wojennej 23 okręty (9 trałowców, 12 ścigaczy okrętów podwodnych i 2 kutry torpedowe)[2]
- do służby w Marynarce Wojennej weszły trałowce ORP „Albatros”, „Czapla”, „Jaskółka”, „Jastrząb”, „Kania”, „Kondor”, „Kormoran”, „Krogulec” i „Orlik”
- Grupa Operacyjna „Rzeszów” rozpoczęła działalność (zakończyła 31 października)[2]

## Maj
- ukonstytuował się i rozpoczął działalność Zarząd Głównego Związku Osadników Wojskowych[2]

1 maja
- wprowadzono dla Wojsk Ochrony Pogranicza rogatywkę z jasnozielonym otokiem[8]

6–11 maja
- w Belgradzie na zaproszenie Armii Federacyjnej Ludowej Republiki Jugosławii przebywała polska delegacja wojskowa pod przewodnictwem wiceministra obrony narodowej gen. bryg. Piotra Jaroszewicza[2]

9 maja
- podczas pierwszej rocznicy zakończenia wojny „Dnia Zwycięstwa” w Warszawie odbyło się odsłonięcie i przekazanie miastu Grobu Nieznanego Żołnierza[2]

17 maja
- Wojskowa Szkoła Pilotów w Dęblinie została przemianowana rozkazem Dowódcy Lotnictwa WP nr 61 na Oficerską Szkołę Lotniczą Wojska Polskiego[4][7]

23–26 maja
- do Moskwy wyjechała delegacja rządowa pod przewodnictwem Bolesława Bieruta celem uzyskania pomocy w modernizacji Wojska Polskiego[2]

27 maja
- dowódca lotnictwa WP wydał rozkaz nr 64 w sprawie udziału żołnierzy lotnictwa w kampanii referendum ludowego[7]

## Czerwiec
- Dowództwo Lotnictwa WP w Technicznej Szkole Lotniczej w Boernerowie zorganizowało   „Techniczną Wystawę Lotnictwa Wojska Polskiego” na której pokazano wynalazki i prace racjonalizatorskie wykonane we własnym zakresie przez TSL, OSL i jednostki lotnicze[4]

3 czerwca
- rozkaz naczelnego dowódcy Wojska Polskiego w sprawie osadnictwa wojskowego[1]

7 czerwca
- rozpoczęły działalność w terenie brygady agitacyjno-propagandowe (skład: 2 oficerów plus 5 podoficerów i szeregowców)[2]

15 czerwca
- Dowódca Lotnictwa WP wydał rozkaz nr 151 wprowadzający tytuły i odznaki lotnicze: pilota, obserwatora-nawigatora, strzelca pokładowego, strzelca radiotelegrafisty i mechanika lotniczego[7]

23 czerwca
- w porcie gdyńskim uroczyście pożegnano instruktorów radzieckich, którzy po zapoznaniu polskich załóg z okrętami przekazanymi Polsce opuścili port[3]

24 czerwca
- samobójstwo popełnił podporucznik rezerwy Marian Bernaciak

28 czerwca
- zginął ppor. Zdzisław Badocha

30 czerwca
- żołnierze po raz pierwszy w dziejach brali udział w referendum ludowym[3]

## Lipiec
- ukazał się pierwszy numer kwartalnika „Przegląd Łączności”[3]

15 lipca
- rozkaz naczelnego dowódcy WP nr 028/VII określający nowe zadania szkoleniowe dla wojsk[3]

21 lipca
- wytyczne Naczelnego Dowództwa Wojska Polskiego w sprawie organizacji i wykorzystania Marynarki Wojennej[1]

22 lipca
- w Oficerskiej Szkole Lotniczej w Dęblinie odbyła się promocja pilotów wojskowych: 28 pilotów myśliwskich, 31 szturmowych, 62 transportowo-łącznikowych. Aktu promocji dokonał naczelny dowódca WP marszałek Polski Michał Rola-Żymierski[7]

25 lipca
- opracowano koncepcję rozwoju artylerii przeciwlotniczej Wojska Polskiego
- opuszczono polską banderę na okręcie podwodnym ORP „Dzik” i zwrócono ten okręt Royal Navy

26 lipca
- szef sztabu dowództwa lotniczego gen. bryg. Aleksander Romeyko i zastępca dowódcy lotnictwa ds. polityczno-wychowawczych płk. inż. Sergiusz Minorski reprezentowali Dowództwo Lotnictwa WP na zebraniu konstytucyjnym lotniczej organizacji społecznej pn. „Liga Lotnicza”[9]

30 lipca
- w Warszawie odbyły się obrady I Ogólnopolskiego Zjazdu Towarzystwa Przyjaciół Żołnierza[3]

## Sierpień
- Polska Marynarka Wojenna przejęła z Niemiec trzy tankowce motorowe „Żółw”, „Ślimak” i „Korab”[3]

1 sierpnia
- stan liczebny WP na dzień 1 sierpnia wynosił 193 tys.[1]
- opracowano plan rozbudowy Wojska Polskiego  na lata 1946/1948[1]

3 sierpnia
- opuszczono polską banderę na okręcie podwodnym ORP „Sokół” i zwrócono ten okręt Royal Navy

## Wrzesień
1 września
- w Bydgoszczy odbyły się uroczystości związane ze Świętem Lotnictwa[3] podczas którego 4 pułk lotnictwa szturmowego otrzymał sztandar ufundowany przez miejscowe społeczeństwo[9]
- Dowództwo Marynarki Wojennej rozkazem nr 31 powołało Wydział Lotnictwa Marynarki Wojennej[3][9]

3 września
- gen. Stanisław Kopański wydał odezwę wzywającą żołnierzy Polskich Sił Zbrojnych do wstępowania do Polskiego Korpusu Przysposobienia i Rozmieszczenia[10]

7 września
- w Szczecinie odbyła się konferencja przedstawicieli rządu PRL i Ministerstwa Sił Zbrojnych ZSRR[3]

15–25 września
- na podstawie rozkazu naczelnego dowódcy WP nr 0209 z 19 sierpnia przystąpiono do czwartej fazy demobilizacji stanu osobowego WP[3]

18 września
- naczelny dowódca WP wydał dyrektywę nr 3 o dalszych zmianach w organizacji okręgów wojskowych[3]

21 września
- rozkaz o formowaniu Oddziałów Wojsk Ochrony Pogranicza (łużycki, poznański, szczeciński itp.)[11]

22–27 września
- na stadionie WKS Legia w Warszawie odbyły się I Mistrzostwa Wojska Polskiego oraz II Igrzyska Podchorążych[3]

24 września

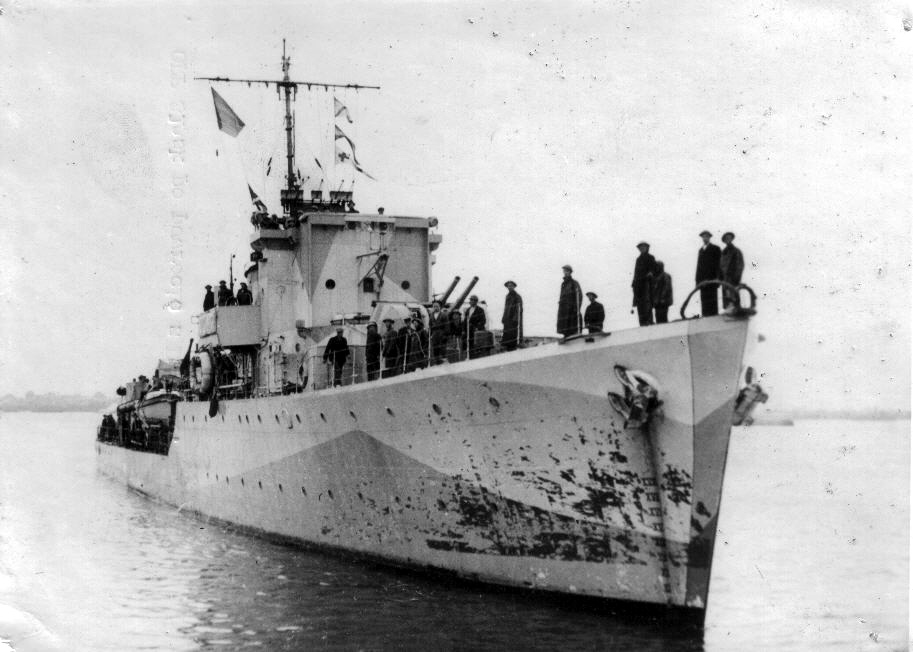
ORP „Ślązak”

- opuszczono polską banderę na ORP „Garland” i zwrócono okręt Royal Navy

28 września
- opuszczono polską banderę na krążowniku ORP „Conrad” i niszczycielach ORP „Krakowiak”, ORP „Piorun” i ORP „Ślązak” i zwrócono te okręty Royal Navy

30 września
- sformowany przy 76 manewrowym pułku artylerii w Toruniu 31 dywizjon artylerii nadbrzeżnej został wcielony w skład Marynarki Wojennej[3]

## Październik
- okręgach wojskowych zostały rozformowane Wydziały Wojsk Ochrony Pogranicza[3]
- rozwiązano we Włoszech polski 663 Dywizjon Samolotów Artylerii[4]

16 października
- powołano Sztab Obrony Przeciwlotniczej Państwa[1]

17 października
- stracono podporucznika Alojzego Bruskiego

## Listopad
1 listopada
- rozpoczęto 2 rok szkolenia w Wojsku Polskim[1]

4 listopada
- wiceminister obrony narodowej, gen. broni Karol Świerczewski w związku z kongresem slawistów przebywał w Kanadzie, a następnie w Meksyku[3]
- powołano wojskowe grupy ochronno–propagandowe na czas kampanii przedwyborczej[12]

8 listopada
- wszedł w życie dekret Rady Ministrów z dnia 8 października 1946 o ustanowieniu „Śląskiego Krzyża Powstańczego”[13]

25 listopada
- w skład grupy szybkobieżnych kutrów trałowych wcielono: ciężki kuter uzbrojony „Nieuchwytny” i kuter uzbrojony „Puma”[3]

28 listopada
- „Towarzystwo Przyjaciół Żołnierza” rozporządzeniem Rady Ministrów uznane zostało za stowarzyszenie wyższej użyteczności i rozwiązane zostało stowarzyszenia „Polski Biały Krzyż” (w 1950 r. po połączeniu się z Ligą Lotniczą i Ligą Morską towarzystwo przyjęło nazwę „Liga Przyjaciół Żołnierza”, a w 1962 r. Liga Obrony Kraju)[3]

29 listopada
- wszedł w życie dekret Rady Ministrów z dnia 12 listopada 1946 o poborze rekruta na rok 1947 z mocą obowiązującą od dnia 1 listopada 1946; na podstawie dekretu w 1947 został przeprowadzony pobór rekruta rocznika 1926[14]

30 listopada
- pełniący obowiązki dowódcy Marynarki Wojennej szef sztabu głównego kontradmirał Aleksander Mohuczy przedstawił naczelnemu dowódcy WP, marszałkowi Polski Michałowi Roli-Żymierskiemu wstępny projekt lotniczej obrony wybrzeża[9]

## Grudzień
- rozformowane zostały 1, 2, 3, 4, 6 i 7 bataliony obsługi lotnisk, 1, 2 i 3 pułki lotnictwa myśliwskiego, 4, 5 i 6 pułki lotnictwa szturmowego oraz 7 samodzielny pułk bombowców nurkujących przeniesiono na nowe etaty[3]
- rozwiązano w Wielkiej Brytanii 303 Dywizjon Myśliwski „im. Tadeusza Kościuszki”[4]

1 grudnia
- 29 samodzielny dywizjon haubic otrzymał nazwę „Kołobrzeski”, 39 samodzielny dywizjon haubic „Berliński”[3]
- w Toruniu położono kamień węgielny pod pomnik poległych artylerzystów[3]

4 grudnia
- powołany został do życia Wojskowy Instytut Techniczny (WIT)[3]

5–21 grudnia
- I etap działalności wojskowych grup ochronno-propagandowych w terenie[3]

17 grudnia
- w skład Marynarki Wojennej został włączony klucz lotniczy, który został podporządkowany szefowi Wydziału Lotnictwa Dowództwa Marynarki Wojennej (Puck wyznaczono bazą lotniczą postoju klucza)[3][4]

28 grudnia
- rozpoczęto II etap działalności wojskowych grup propagandowo-ochronnych[1]